# Minilimosina bipara
Minilimosina bipara är en tvåvingeart som beskrevs av Marshall 1985. Minilimosina bipara ingår i släktet Minilimosina och familjen hoppflugor.
Artens utbredningsområde är Panama. Inga underarter finns listade i Catalogue of Life.